# يسبر بيوركمان
يسبر بيوركمان (بالسويدية: Jesper Björkman) (29 أبريل 1993 بالسويد - ) هو لاعب كرة قدم سويدي في مركز الدفاع. لعب مع نادي هلسينغبورغ.

## وصلات خارجية
- يسبر بيوركمان على موقع اتحاد السويد (السويدية)
- يسبر بيوركمان على موقع قاعدة بيانات كرة القدم.إي يو (الإنجليزية)
- يسبر بيوركمان على موقع Soccerway.com (الإنجليزية)